# Christina Schweinberger
Christina Schweinberger, née le 29 octobre 1996 à Jenbach, est une coureuse cycliste autrichienne. Elle est la "fausse" sœur jumelle de Kathrin Schweinberger. Elle est championne d'Autriche sur route et du contre-la-montre en 2022.

## Biographie

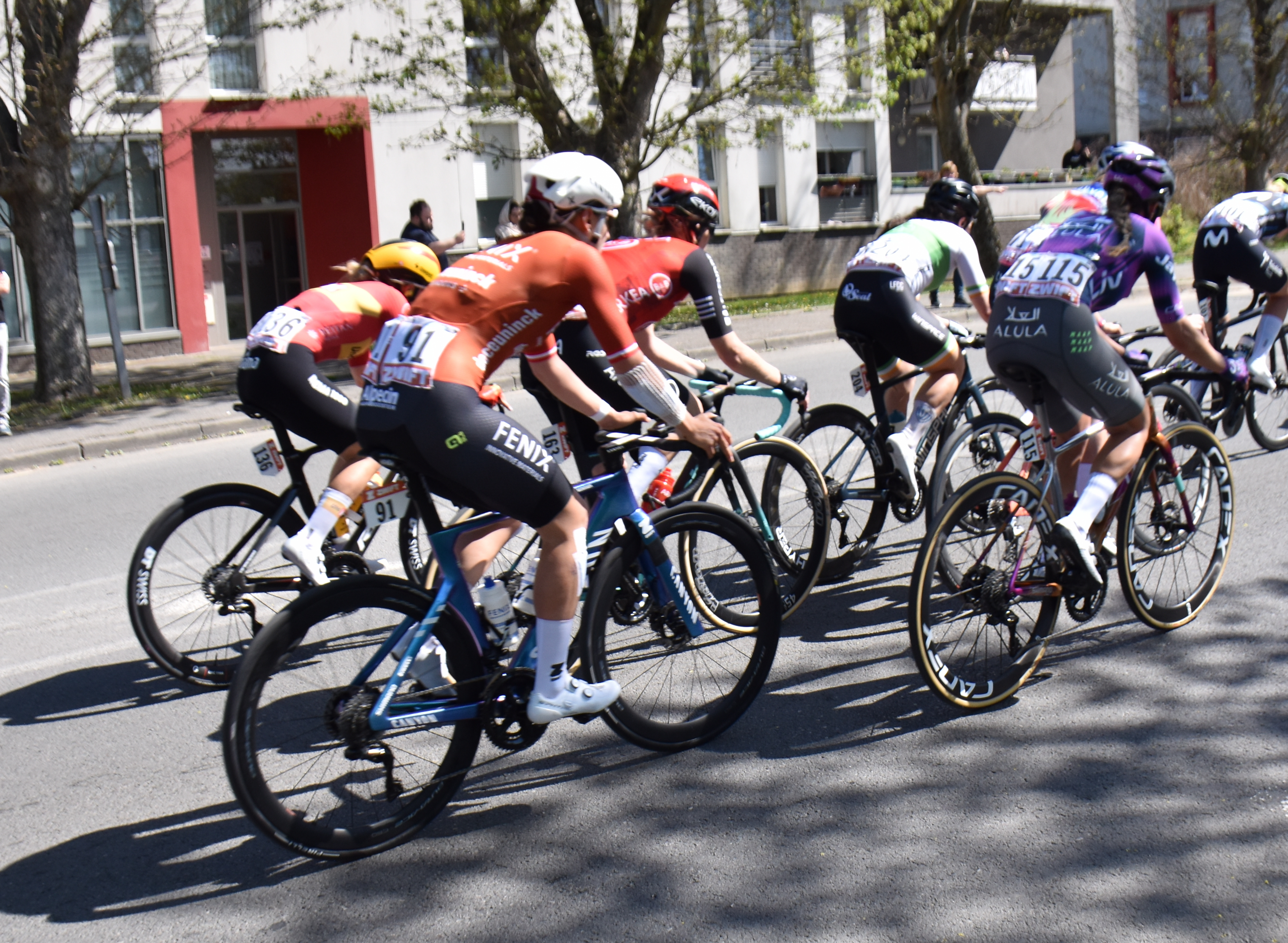
Christina Schweinberger # 91 - Paris-Roubaix Femmes 2025.

Kathrin et Christina sont issues d'une famille de fermier[pas clair] dans le Tyrol. Dans leur jeunesse, les sœurs Schweinberger s'essaient au judo, au duathlon avant de se mettre au cyclisme au RC Tirol en 2010. Bien qu'elles fassent alors partie de l'équipe nationale jeune d'Autriche, elles se décident pour la bicyclette. En 2013, elle est sélectionnée pour les championnats du monde junior à Florence,.
Alors qu'elle n'était pas citée parmi les favorites, elle remporte la médaille de bronze du contre-la-montre aux championnats du monde de cyclisme sur route 2023 à Stirling en Écosse derrière l'Américaine Chloé Dygert et l'Australienne Grace Brown. Sur la course en ligne, elle fait partie du groupe de favorites à l'entame du dernier tour. Elle sort avec Lizzie Deignan. Marlen Reusser part en poursuite, suivie ensuite par Lotte Kopecky. Néanmoins la coopération est mauvaise et le groupe se reforme. Schweinberger est cinquième de la course.
Aux championnats d'Europe du contre-la-montre, elle confirme sa performance des mondiaux, en prenant de nouveau la troisième place. En fin de saison, elle se classe deuxième du Chrono des nations.

## Palmarès

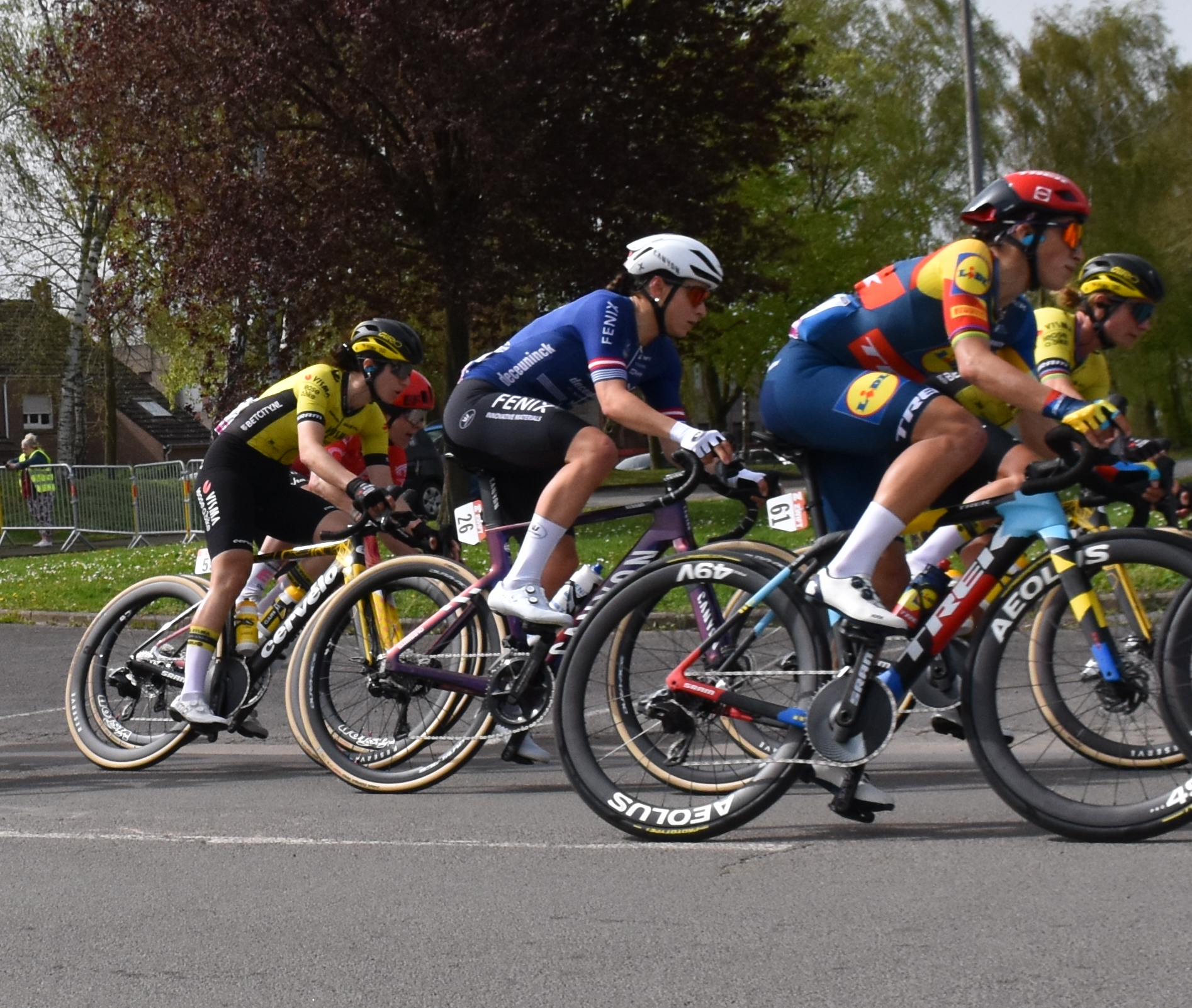
Paris-Roubaix 2024
Christina Schweinberger #26

### Par année
- 2012
  - 2e du championnat d'Autriche sur route cadettes
  - 2e du championnat d'Autriche du contre-la-montre cadettes
- 2013
  - 3e du championnat d'Autriche du contre-la-montre juniors
- 2014
  - 3e du championnat d'Autriche sur route juniors
  - 3e du championnat d'Autriche du contre-la-montre juniors
- 2020
  - 3e des championnats d'Autriche du contre-la-montre
- 2021
  - 2e du GP Beerens
  - 3e des championnats d'Autriche sur route
  - 3e des championnats d'Autriche du contre-la-montre
- 2022
  -  Championne d'Autriche sur route
  -  Championne d'Autriche du contre-la-montre
  - 3e étape secteur A du Gracia Orlová (contre-la-montre)
  - 2e d'À travers le Hageland
  - 3e du Gracia Orlová
  - 8e du championnat d'Europe du contre-la-montre
  - 10e du championnat d'Europe sur route
- 2023
  - 2e d'À travers le Hageland
  - 2e de Binche-Chimay-Binche
  - 2e du Chrono des Nations-Les Herbiers-Vendée
  -  Médaillée de bronze du championnat du monde du contre-la-montre
  -  Médaillée de bronze du championnat d'Europe du contre-la-montre
  - 5e du championnat du monde sur route
  - 5e de Gand-Wevelgem
  - 6e de la Classic Lorient Agglomération
  - 8e du Circuit Het Nieuwsblad
  - 8e de la Classic Bruges-La Panne
  - 8e du Simac Ladies Tour
- 2024
  - 2e de Binche-Chimay-Binche
  -  Médaillée de bronze du championnat d'Europe du contre-la-montre
  - 3e du Samyn des Dames
  - 6e du championnat du monde du contre-la-montre
  - 9e de Gand-Wevelgem
  - 10e du contre-la-montre des Jeux olympiques
- 2025
  -  Championne d'Autriche du contre-la-montre

### Résultats sur les grands tours

#### Tour d'Italie
1 participation :
- 2025 : 71e

#### Tour de France
4 participations :
- 2022 : 80e
- 2023 : 39e
- 2024 : non-partante (4e étape)
- 2025 : 64e

### Classements mondiaux
| Année                                 | 2019 | 2020 | 2021 | 2022 | 2023 | 2024 |
| ------------------------------------- | ---- | ---- | ---- | ---- | ---- | ---- |
| Classement UCI                        | 777e | 167e | 143e | 61e  | 12e  | 40e  |
| UCI World Tour                        | nc   | 124e | nc   | 229e | 28e  | 66e  |
|                                       |      |      |      |      |      |      |
| Légende : nc = non classéSource : UCI |      |      |      |      |      |      |

## Distinctions
- Cycliste autrichienne de l'année : 2023 et 2024